# Arina Rodionova
Arina Rodionova (russisch Арина Ивановна Родионова Arina Ivanovna Rodionova, deutsche Transkription Arina Iwanowna Rodionowa; * 15. Dezember 1989 in Tambow, Sowjetunion) ist eine in Russland geborene Tennisspielerin, die seit 2014 für Australien antritt.

## Karriere
Arina Rodionova, die Hartplätze bevorzugt und 2004 mit Turnieren auf dem ITF Women’s Circuit begonnen hat, ist die Schwester von Anastasia Rodionova, die bereits seit 2008 für Australien spielt. Zur Saison 2014 wechselte Arina Rodionova ebenfalls zum australischen Verband; 2016 debütierte auch sie in der australischen Fed-Cup-Mannschaft.
Sie gewann bei ITF-Turnieren bereits 17 Einzel- und mit wechselnden Partnerinnen 42 Doppeltitel. Im Juli 2015 erreichte sie im Doppel mit Position 41 ihre bislang beste Platzierung in der WTA-Weltrangliste. Beim Doppelwettbewerb der Australian Open stand sie 2016 erstmals im Viertelfinale eines Grand-Slam-Turniers.

## Turniersiege

### Einzel
| Nr. | Datum             | Turnier    | Kategorie   | Belag             | Finalgegnerin               | Ergebnis       |
| --- | ----------------- | ---------- | ----------- | ----------------- | --------------------------- | -------------- |
| 1.  | 10. April 2005    | Minsk      | ITF $10.000 | Teppich (Halle)   | Aljaksandra Maljartschikawa | 6:0, 6:2       |
| 2.  | 12. August 2006   | Moskau     | ITF $10.000 | Sand              | Julija Kalabina             | 3:6, 6:2, 6:1  |
| 3.  | 24. Mai 2009      | Moskau     | ITF $25.000 | Sand              | Anastassija Poltoratskaja   | 7:64, 6:4      |
| 4.  | 6. Juni 2009      | Buxoro     | ITF $25.000 | Hartplatz         | Nikola Hofmanova            | 6:3, 6:2       |
| 5.  | 7. Februar 2010   | Burnie     | ITF $25.000 | Hartplatz         | Jarmila Groth               | 6:1, 6:0       |
| 6.  | 4. November 2012  | Bendigo    | ITF $25.000 | Hartplatz         | Olivia Rogowska             | 6:4, 7:5       |
| 7.  | 6. Oktober 2013   | Perth      | ITF $25.000 | Hartplatz         | Irina Falconi               | 7:5, 6:4       |
| 8.  | 21. Februar 2016  | Perth      | ITF $25.000 | Hartplatz         | Aryna Sabalenka             | 6:1, 6:1       |
| 9.  | 29. April 2018    | Óbidos     | ITF $25.000 | Teppich           | Pemra Özgen                 | 6:1, 6:1       |
| 10. | 26. Februar 2023  | Swan Hill  | ITF W25     | Rasen             | Maddison Inglis             | 6:4, 6:3       |
| 11. | 23. April 2023    | Nottingham | ITF W25     | Hartplatz         | Arianne Hartono             | 6:2, 6:1       |
| 12. | 30. April 2023    | Nottingham | ITF W25     | Hartplatz         | Amarni Banks                | 6:4, 4:6, 6:2  |
| 13. | 6. August 2023    | Barcelona  | ITF W60     | Hartplatz         | Walerija Sawinych           | 6:4, 5:7, 6:1  |
| 14. | 5. November 2023  | Edmonton   | ITF W25     | Hartplatz (Halle) | Lesley Pattinama Kerkhove   | 6:3, 7:5       |
| 15. | 26. November 2023 | Lousada    | ITF W25     | Hartplatz (Halle) | Robin Anderson              | 1:6, 6:3, 6:4  |
| 16. | 3. Dezember 2023  | Trnava     | ITF W60     | Hartplatz (Halle) | Kristina Mladenovic         | 7:61, 5:7, 6:1 |
| 17. | 23. März 2025     | Lu’an      | ITF W75     | Hartplatz         | Lanlana Tararudee           | 6:3, 1:6, 6:3  |

### Doppel
| Nr. | Datum              | Turnier                   | Kategorie         | Belag             | Partnerin               | Finalgegnerinnen                            | Ergebnis          |
| --- | ------------------ | ------------------------- | ----------------- | ----------------- | ----------------------- | ------------------------------------------- | ----------------- |
| 1.  | 8. April 2006      | Putignano                 | ITF $25.000       | Hartplatz         | Anastasia Rodionova     | Ivana Abramović Maria Abramović             | 1:6, 6:1, 7:5     |
| 2.  | 12. August 2006    | Moskau                    | ITF $10.000       | Sand              | Anastasia Poltoratskaya | Anastasia Pivovarova Yulia Solonitskaya     | 6:0, 6:2          |
| 3.  | 16. September 2006 | Gliwice                   | ITF $25.000       | Sand              | Weronika Kapschaj       | Carmen Klaschka Justine Ozga                | 6:4, 7:5          |
| 4.  | 21. Juli 2007      | Dnepropetrovsk            | ITF $50.000       | Sand              | Amina Rakhim            | Ivana Abramović Maria Abramović             | 7:5, 4:6, 6:2     |
| 5.  | 28. Oktober 2007   | Podolsk                   | ITF $25.000       | Hartplatz (Halle) | Wassilissa Dawydowa     | Nina Brattschikowa Anastassija Poltorazkaja | 6:3, 6:0          |
| 6.  | 11. April 2009     | Jackson                   | ITF $25.000       | Sand              | Monique Adamczak        | Laura Granville Riza Zalameda               | 6:3, 6:4          |
| 7.  | 23. Mai 2009       | Moskau                    | ITF $25.000       | Sand              | Marija Kondratjewa      | Yuliya Kalabina Marta Sirotkina             | 7:5, 6:1          |
| 8.  | 8. August 2009     | Moskau                    | ITF $25.000       | Sand              | Jekaterina Lopes        | Veronika Kapshay Melanie Klaffner           | 6:2, 6:2          |
| 9.  | 15. August 2009    | Moskau                    | ITF $25.000       | Sand              | Jekaterina Lopes        | Valeria Savinykh Marina Shamayko            | 6:3, 6:3          |
| 10. | 4. Oktober 2009    | Granada                   | ITF $25.000       | Hartplatz         | Nina Brattschikowa      | Betina Jozami Walerija Sawinych             | 6:1, 3:6, [10:5]  |
| 11. | 6. Dezember 2009   | Bendigo                   | ITF $25.000       | Hartplatz         | Irena Pavlovic          | Jocelyn Rae Emelyn Starr                    | 6:3, 7:63         |
| 12. | 7. Februar 2010    | Burnie                    | ITF $25.000       | Hartplatz         | Jessica Moore           | Tímea Babos Anna Marenko                    | 6:2, 6:4          |
| 13. | 7. Mai 2011        | Prag                      | ITF $50.000       | Sand              | Darja Kustawa           | Olha Sawtschuk Lessja Zurenko               | 2:6, 6:1, [10:7]  |
| 14. | 4. Februar 2012    | Burnie                    | ITF $25.000       | Hartplatz         | Melanie South           | Stephanie Bengson Tyra Calderwood           | 6:2, 6:2          |
| 15. | 18. Februar 2012   | Sydney                    | ITF $25.000       | Hartplatz         | Melanie South           | Duan Yingying Han Xinyun                    | 3:6, 6:3, [10:8]  |
| 16. | 4. August 2012     | Moskau                    | ITF $25.000       | Sand              | Walerija Solowjowa      | Jewgenija Paschkowa Anastasija Wassyljewa   | 6:3, 6:3          |
| 17. | 29. September 2012 | Las Vegas                 | ITF $50.000       | Hartplatz         | Anastasia Rodionova     | Elena Bovina Edina Gallovits-Hall           | 6:2, 2:6, [10:6]  |
| 18. | 13. Oktober 2012   | Troy                      | ITF $25.000       | Hartplatz         | Angelina Gabujewa       | Sharon Fichman Marie-Ève Pelletier          | 6:4, 6:4          |
| 19. | 27. Oktober 2012   | Traralgon                 | ITF $25.000       | Hartplatz         | Cara Black              | Ashleigh Barty Sally Peers                  | 2:6, 7:67, [10:8] |
| 20. | 13. April 2013     | Pelham                    | ITF $25.000       | Sand              | Ashleigh Barty          | Kao Shao-yuan Lee Hua-chen                  | 6:4, 6:2          |
| 21. | 12. Oktober 2013   | Margaret River            | ITF $25.000       | Hartplatz         | Noppawan Lertcheewakarn | Monique Adamczak Tammi Patterson            | 6:2, 3:6, [10:8]  |
| 22. | 3. Mai 2014        | Gifu                      | ITF $75.000       | Hartplatz         | Jarmila Gajdošová       | Misaki Doi Hsieh Shu-ying                   | 6:3, 6:3          |
| 23. | 17. Mai 2014       | Kurume                    | ITF $50.000       | Rasen             | Jarmila Gajdošová       | Junri Namigata Akiko Yonemura               | 6:4, 6:2          |
| 24. | 14. Juni 2014      | Nottingham                | ITF $50.000       | Rasen             | Jarmila Gajdošová       | Verónica Cepede Royg Stephanie Vogt         | 7:60, 6:1         |
| 25. | 1. November 2014   | Ningbo                    | WTA Challenger    | Hartplatz         | Olha Sawtschuk          | Han Xinyun Zhang Kailin                     | 4:6, 7:62, [10:6] |
| 26. | 19. März 2016      | Canberra                  | ITF $25.000       | Sand              | Ashleigh Barty          | Kanae Hisami Varatchaya Wongteanchai        | 6:4, 6:2          |
| 27. | 26. März 2016      | Canberra                  | ITF $25.000       | Sand              | Ashleigh Barty          | Eri Hozumi Miyu Katō                        | 5:7, 6:3, [10:7]  |
| 28. | 8. Mai 2016        | Tunis                     | ITF $50.000       | Sand              | Walerija Strachowa      | Irina Chromatschowa İpek Soylu              | 6:1, 6:2          |
| 29. | 29. Oktober 2016   | Bendigo                   | ITF $ 50.000      | Hartplatz         | Asia Muhammad           | Shūko Aoyama Risa Ozaki                     | 6:4, 6:3          |
| 30. | 4. November 2017   | Canberra                  | ITF $ 60.000      | Hartplatz         | Asia Muhammad           | Jessica Moore Ellen Perez                   | 6:4, 6:4          |
| 31. | 28. Juli 2018      | Granby                    | ITF $60.000       | Hartplatz         | Ellen Perez             | Erika Sema Aiko Yoshitomi                   | 7:5, 6:4          |
| 32. | 12. August 2018    | Landisville               | ITF $60.000       | Hartplatz         | Ellen Perez             | Chen Pei-hsuan Wu Fang-hsien                | 6:0, 6:2          |
| 33. | 27. Oktober 2018   | Bendigo                   | ITF $60.000       | Hartplatz         | Ellen Perez             | Eri Hozumi Risa Ozaki                       | 7:5, 6:1          |
| 34. | 3. November 2018   | Canberra                  | ITF $60.000       | Hartplatz         | Ellen Perez             | Destanee Aiava Naiktha Bains                | 6:75, 6:3, [10:7] |
| 35. | 26. Januar 2019    | Burnie                    | ITF W60           | Hartplatz         | Ellen Perez             | Irina Chromatschowa Maryna Zanevska         | 6:4, 6:3          |
| 36. | 16. Februar 2019   | Shrewsbury                | ITF W60           | Hartplatz (Halle) | Yanina Wickmayer        | Freya Christie Valeria Savinykh             | 6:2, 7:5          |
| 37. | 11. Mai 2019       | Rom                       | ITF W25           | Sand              | Storm Sanders           | Gabriela Cé Cristina Dinu                   | 6:2, 6:3          |
| 38. | 19. Mai 2019       | La Bisbal d’Empordà       | ITF W60           | Sand              | Storm Sanders           | Dalma Gálfi Georgina García Pérez           | 6:4, 6:4          |
| 39. | 16. Februar 2020   | Hua Hin                   | WTA International | Hartplatz         | Storm Sanders           | Barbara Haas Ellen Perez                    | 6:3, 6:3          |
| 40. | 1. Mai 2021        | Charlottesville           | ITF W60           | Sand              | Anna Danilina           | Erin Routliffe Aldila Sutjiadi              | 6:1, 6:3          |
| 41. | 31. Oktober 2021   | Les Franqueses del Vallès | ITF W80+H         | Hartplatz         | Irina Chromatschowa     | Susan Bandecchi Eden Silva                  | 2:6, 6:3, [10:6]  |
| 42. | 11. Februar 2022   | Canberra                  | ITF W25           | Hartplatz         | Asia Muhammad           | Alison Bai Jaimee Fourlis                   | 6:3, 3:6, [10:6]  |
| 43. | 20. Februar 2022   | Canberra                  | ITF W25           | Hartplatz         | Asia Muhammad           | Alison Bai Jaimee Fourlis                   | 7:62, 7:65        |
| 44. | 3. April 2022      | Canberra                  | ITF W60           | Sand              | Ankita Raina            | Fernanda Contreras Gómez Alana Parnaby      | 4:6, 6:2, [11:9]  |

## Abschneiden bei Grand-Slam-Turnieren

### Einzel
| Turnier         | 2008 | 2009 | 2010 | 2011 | 2012 | 2013 | 2014 | 2015 | 2016 | 2017 | 2018 | 2019 | 2020 | 2021 | 2022 | 2023 | 2024 | 2025 | Karriere |
| --------------- | ---- | ---- | ---- | ---- | ---- | ---- | ---- | ---- | ---- | ---- | ---- | ---- | ---- | ---- | ---- | ---- | ---- | ---- | -------- |
| Australian Open | Q3   | —    | Q2   | 1    | Q1   | Q3   | Q1   | 1    | Q3   | 1    | Q1   | Q1   | 2    | 1    | Q2   | Q1   | Q1   | Q2   | 2        |
| French Open     | —    | —    | Q2   | Q1   | —    | —    | —    | —    | 1    | Q1   | Q1   | Q1   | Q2   | Q1   | Q2   | Q2   | Q1   | Q1   | 1        |
| Wimbledon       | —    | —    | Q1   | Q3   | —    | —    | —    | —    | —    | 2    | Q2   | 1    |      | Q3   | —    | Q1   | Q2   | Q2   | 2        |
| US Open         | Q1   | —    | Q3   | Q1   | —    | Q1   | Q2   | —    | Q2   | 2    | Q2   | Q2   | 1    | Q1   | —    | Q1   | 1    |      | 2        |

Zeichenerklärung: S = Turniersieg; F, HF, VF, AF = Einzug ins Finale / Halbfinale / Viertelfinale / Achtelfinale; 1, 2, 3 = Ausscheiden in der 1. / 2. / 3. Hauptrunde; Q1, Q2, Q3 = Ausscheiden in der 1. / 2. / 3. Qualifikationsrunde; nicht ausgetragen

### Doppel
| Turnier         | 2010 | 2011 | 2012 | 2013 | 2014 | 2015 | 2016 | 2017 | 2018 | 2019 | 2020 | 2021 | 2022 | 2023 | 2024 | Karriere |
| --------------- | ---- | ---- | ---- | ---- | ---- | ---- | ---- | ---- | ---- | ---- | ---- | ---- | ---- | ---- | ---- | -------- |
| Australian Open | —    | —    | 2    | 1    | 1    | 2    | VF   | 1    | 1    | 1    | 2    | 2    | 1    | 1    | 2    | VF       |
| French Open     | 1    | —    | —    | —    | —    | AF   | 1    | —    | —    | —    | 1    | 1    | 1    | —    | —    | AF       |
| Wimbledon       | 1    | 2    | —    | —    | 2    | 2    | —    | 1    | 2    | 2    |      | 2    | —    | —    | —    | 2        |
| US Open         | 1    | —    | —    | —    | —    | 1    | 1    | 1    | —    | —    | 1    | AF   | —    | —    | —    | AF       |

### Mixed
| Turnier         | 2014 | 2015 | 2016 | 2017 | 2018 | 2019 | 2020 | 2021 | 2022 | 2023 | 2024 | Karriere |
| --------------- | ---- | ---- | ---- | ---- | ---- | ---- | ---- | ---- | ---- | ---- | ---- | -------- |
| Australian Open | 1    | 1    | 1    | 1    | 1    | —    | 1    | VF   | AF   | —    | 1    | VF       |
| French Open     | —    | —    | —    | —    | —    | —    |      | —    | —    | —    | —    | —        |
| Wimbledon       | —    | 1    | —    | —    | —    | —    |      | AF   | —    | —    | —    | AF       |
| US Open         | —    | —    | —    | —    | —    | —    |      | —    | —    | —    | —    | —        |